# Doris umbrella
Doris umbrella is een slakkensoort uit de familie van de Dorididae. De wetenschappelijke naam van de soort werd voor het eerst geldig gepubliceerd in 1895 door Rochebrune.